# 김지훈 (1979년생 배우)
김지훈(1979년 3월 12일 ~ ), 본명 하덕근은 대한민국의 남자 배우이다.

## 학력
- 순천향대학교 연극영화학과 학사

## 출연작

### 영화
- 2010년 《된장》 - 소방요원 역
- 2012년 《나의 PS 파트너》 - 완식 역
- 2012년 《러브픽션》 - 황/류형사 역
- 2013년 《감시자들》 - 뚱 역
- 2014년 《플랜맨》 - 덩치남 역
- 2014년 《우아한 거짓말》 - 만두총각 역
- 2014년 《제보자》 - 판잣집 김씨 역
- 2015년 《검은손》 - 형사 역
- 2015년 《산다》 - 정신과 의사 역
- 2015년 《연평해전》 - 조천형 역
- 2016년 《검사외전》 - 현석패거리 덩치 1 역
- 2016년 《시간이탈자》 - 상담실 형사 2 역
- 2016년 《메이킹 패밀리》
- 2016년 《미씽: 사라진 여자》 - 김 이장 역
- 2017년 《조작된 도시》 - 털보 (게임 캐릭터) 역
- 2017년 《불한당: 나쁜 놈들의 세상》 - 정식 역
- 2019년 《사회인》
- 2019년 《열두 번째 용의자》 - 오행출 역
- 2020년 《초미의 관심사》 - 타투샵 사장 역
- 2024년 《막걸리가 알려줄거야》 - 구포 역

### 드라마
- 2014년 KBS2 수목드라마 《감격시대》 - 박치기 역
- 2014년 KBS2 월화드라마 《빅맨》 - 최유재 역
- 2014년 OCN 토요드라마 《나쁜 녀석들》 - 리 사장 역
- 2014년~2015년 MBC 주말특별기획 《전설의 마녀》 - 탁중한 역
- 2015년 KBS2 월화드라마 《블러드》 - 강정민 역
- 2015년 OCN 토요드라마 《실종느와르 M》 - 김윤재 역
- 2015년 JTBC 금토드라마 《라스트》 - 오공두 십장 역
- 2015년 SBS 드라마스페셜 《리멤버 - 아들의 전쟁》 ... 편상호 역
- 2015년 웹드라마 《고품격 짝사랑》
- 2016년 중국 소후 닷컴 웹드라마 《고호의 별이 빛나는 밤에》 ... 박진우 역
- 2016년 SBS 주말드라마 《우리 갑순이》 ... 사채업자 역
- 2017년 KBS2 수목드라마 《맨몸의 소방관》 ... 남일 역
- 2017년 SBS 월화드라마 《낭만닥터 김사부》 ... 넘진 매니저 역
- 2017년 OCN 주말드라마 《보이스》 ... 우봉길 역
- 2017년 tvN 토일드라마 《비밀의 숲》 ... 이문우 역
- 2017년 JTBC 금토드라마 《언터처블》 ... 조택상 역
- 2018년 채널A 주말특별기획 《커피야 부탁해》
- 2019년 KBS2 단막극 《KBS 드라마 스페셜 - 스카우팅 리포트》 ... 박종만 역
- 2019년 JTBC 월화드라마《조선혼담공작소 꽃파당》- 사냥꾼 역
- 2020년 JTBC 월화드라마《모범형사》- 변지웅 역
- 2021년 OCN 주말드라마 《키마이라》 ... 조한철 역
- 2022년 Netflix 오리지널 드라마 《종이의 집: 공동경제구역》 - 헬싱키 역
- 2022년 JTBC 토일드라마 《모범형사 2》- 변지웅 역
- 2024년 SBS 금토드라마 《지옥에서 온 판사》 - 박동훈 역